# گمینا اویشچیه
گمینا اویشچیه (به لهستانی:  Gmina Ujście) یک گمینا در لهستان است که در شهرستان پیوا واقع شده‌است. گمینا اویشچیه ۱۲۵٫۹۸ کیلومتر مربع مساحت و ۸٬۰۰۹ نفر جمعیت دارد.